# Hyrum (Utah)
Pour les articles homonymes, voir Hyrum.
Hyrum est une municipalité américaine située dans le comté de Cache en Utah. Lors du recensement de 2010, sa population est de 7 609 habitants.

## Géographie
La municipalité s'étend sur 4,84 milles carrés (12,54 km2). Elle accueille le parc d'État de Hyrum.

## Histoire
Hyrum est fondée en 1860. Elle est nommée en l'honneur du frère d'un prophète du livre de Mormon.

## Démographie
La population de Hyrum est estimée à 8 197 habitants au 1er juillet 2016. Celle-ci est plus jeune que le reste du pays : en 2010, Hyrum compte 39,2 % de moins de 18 ans et 11 % de moins de 5 ans, contre 31,5 % et 9,5 % dans l'Utah et 24 % et 6,5 % aux États-Unis.
| Groupe          | Hyrum (2016) | Utah (2017) | États-Unis (2017) |
| --------------- | ------------ | ----------- | ----------------- |
| Blancs          | 90,8         | 90,9        | 76,6              |
| Métis           | 2,4          | 2,5         | 2,7               |
| Afro-Américains | 1,2          | 1,4         | 13,4              |
| Amérindiens     | 0,8          | 1,5         | 1,3               |
|                 |              |             |                   |
| Hispaniques     | 19,3         | 7,0         | 18,1              |

Le revenu par habitant était en moyenne de 19 705 dollars par an entre 2012 et 2016, en dessous de la moyenne de l'Utah (25 600 dollars) et de la moyenne nationale (29 829 dollars). Sur cette même période, 12,2 % des habitants de Hyrum vivaient sous le seuil de pauvreté (contre 10,2 % dans l'État et 12,7 % à l'échelle des États-Unis).